# Ji (stat)
Ji (蓟; 薊; Jì) var en stadsstat i Kina. Staden Ji, lokaliserad kring Guang'anmen i dagens Peking var dess huvudstad.
Enligt historiska krönikor tillsatte kung Wu av Zhou, efter att han besegrat Shangdynastin, ättlingar till den mytologiska Gula kejsaren att styra Ji. Staten Ji var mindre och svagare än den närbelägna staten Yan. Någon gång under Västra Zhoudynastin, eller så sent som 600-talet f.Kr., absorberas Ji av Yan.